# Volo British United Airways 1030X
Il volo British United Airways 1030X si schiantò il 14 aprile 1965 sull'Isola di Jersey nelle Isole del Canale. La scarsa visibilità e il cielo coperto indussero i piloti ad iniziare un mancato avvicinamento, portando a un secondo tentativo che fece sbattere il Douglas C-47B contro il palo più esterno del sistema di illuminazione per l'avvicinamento prima di cadere in un campo e prendere fuoco. L'incidente uccise tutti i 23 passeggeri e tre membri dell'equipaggio a bordo; un assistente di volo fu l'unico sopravvissuto.

## L'aereo
Il velivolo era un Douglas C-47B-20-DK (codice di immatricolazione G-ANTB), convertito in un DC-3 per uso civile, che volò per la prima volta nel 1945, con un totale di 18.544 ore di volo prima dell'incidente. Era gestito dalla British United (CI) Airways, un'affiliata di British United Airways.

## L'incidente
Il volo British United Airways 1030X (la X indicava che era un volo extra) decollò dall'aeroporto di Parigi-Orly in Francia in direzione dell'aeroporto di Jersey, nelle Isole del Canale, con 27 passeggeri e membri dell'equipaggio a bordo. La bassa copertura nuvolosa a Jersey probabilmente rese difficile ai piloti vedere la pista, portandoli ad abortire il primo tentativo d'atterraggio. Al secondo tentativo l'ala di dritta colpì il lampione più esterno del sistema di illuminazione per l'avvicinamento ad un'altezza di 58 piedi (18 m), 3.000 piedi (910 m) al di sotto della soglia della pista. L'impatto recise l'ala, facendo capovolgere e schiantare il C-47. La cabina di pilotaggio dell'aereo si schiacciò, mentre quella passeggeri fu avvolta dalle fiamme. Tutti i 23 passeggeri, la maggior parte dei quali si credeva fossero lavoratori agricoli migranti francesi, italiani, spagnoli e portoghesi, insieme a tre dei quattro membri dell'equipaggio, persero la vita. L'unica sopravvissuta fu un'assistente di volo francese seduta nella parte posteriore della cabina, che si era separata dal resto della fusoliera in seguito all'impatto. Era gravemente ferita, con due gambe rotte.

## L'indagine
L'indagine sull'incidente concluse che l'incidente fu il risultato del tentativo del pilota di atterrare con una visibilità molto inferiore a quella prevista dalle procedure della compagnia aerea. Il tempo nelle Isole del Canale era rimasto pessimo tutto il giorno, e molti voli dovettero essere cancellati. Nonostante fosse stato informato durante il volo delle cattive condizioni meteorologiche, il pilota decise di non atterrare in un altro aeroporto. Il rapporto sull'incidente raccomandava di prendere in considerazione l'installazione di luci per l'avvicinamento su alberi frangibili per evitare una catastrofe simile e raccomandava inoltre una riconsiderazione delle norme per operare in condizioni meteorologiche avverse.